# Куцевол, Анатолий Анатольевич
Анатолий Анатольевич Куцевол (укр. Анатолій Анатолійович Куцевол; род. 26 ноября 1985, Киев) — украинский политик, госслужащий, дипломат. Чрезвычайный и полномочный посол Украины в Латвийской Республике (с 2022), в прошлом заместитель Государственного секретаря Кабинета министров Украины.

## Биография
Родился в городе Киеве. Окончил Киевский национальный университет имени Тараса Шевченко, где получил диплом магистра филологии (2007), позже получил диплом экономиста (2009). А также магистра государственного управления (2013) в Национальной академии государственного управления при Президенте Украины. Имеет степень кандидата наук по государственному управлению (2021). Владеет украинским, английским, итальянским и русским языками.

## Карьера
Профессиональную деятельность начал в департаменте международной технической помощи и сотрудничества с международными финансовыми организациями Министерства экономики Украины.
В 2011 году продолжил эту работу в офисе Президента Украины, где работал над вопросами внешнеэкономической политики Украины, реформированием таможенного законодательства, сотрудничества Украины с международными финансовыми организациями, в частности, Группой Всемирного банка, Европейского банка реконструкции и развития, Европейского инвестиционного банка, а также международного партнёрства по технической помощи, в частности с Организацией экономического сотрудничества и развития. Участвовал в программе переподготовки молодых украинских служащих в ведомствах Федерального канцлера и Федерального президента Германии (2010), чтобы поближе познакомиться с работой европейской коалиции государств.
А. Куцевол принадлежит к сторонникам европейской интеграции Украины, работал в Бюро европейской интеграции при Секретариате Кабинета Министров Украины (2009—2011). Отвечал за сотрудничество с ЕС в вопросах экономики и статистики, юстиции, реформ свободы и безопасности, технической помощи, переговорного процесса с Европейской комиссией по развитию, выполнения Повестки дня Украина-ЕС и Соглашения об ассоциации, общеполитических вопросах сотрудничества Украины и ЕС.
Впоследствии стал заместителем директора правительственного офиса координации европейской и евроатлантической интеграции в историческое для Украины время, сразу после Революции Достоинства. В то время, когда европейская интеграция Украины стала основным двигателем комплексных реформ и изменений в Украине, как начальник отдела стратегического планирования Правительственного офиса, А. Куцевол отвечал за формирование евроинтеграционной политики Украины, поддержку политического диалога с ЕС, поддержку двусторонних органов ассоциации и тому подобное. 
Позже А. Куцевол работал в нескольких неправительственных организациях, частном секторе и проектах международной технической помощи, где пропагандировал цели устойчивого развития и необходимость их реализации в Украине как основы устойчивости страны. Является активным промоутером экологической устойчивости в экономике Украины, в частности, минимизации экологических рисков от подержанных автомобилей. Свои идеи продвигает в блоге на ЛІГА.net.
12 октября 2020 года Кабинет министров Украины назначил Анатолия Куцевола заместителем Государственного секретаря Кабинета министров Украины.
С 23 декабря 2022 года — чрезвычайный и полномочный посол Украины в Латвийской Республике.

## Семья
Жена — Куцевол Мария Александровна (1989 г. р.), дочери — Куцевол Элина Анатольевна (2018 г. р.), Куцевол Диана Анатольевна (2018 г. р.). Отец — Куцевол Анатолий Николаевич (1952—2022). Мать — Куцевол Надежда Васильевна (1959 г. р.).

## Другая информация
Государственный служащий 2-го ранга. Награждён Почётной грамотой Кабинета министров Украины (2022), благодарностями премьер-министра Украины (2021), председателя Государственной пограничной службы Украины (2021), председателя Государственной таможенной службы Украины (2022), Go Global Awards 2022 за лидерство в экономической дипломатии от Международного торгового совета (International Trade Council). Награждён медалью «За содействие в охране государственной границы» от председателя Государственной пограничной службы Украины (2023), нагрудным знаком «Верный всегда» Командира 36 отдельной бригады морской пехоты.

## Дипломатический ранг
- Чрезвычайный и полномочный посланник второго класса (21 декабря 2024)[12].